# Alimentacja (hydrologia)
Alimentacja – w hydrologii – zasilanie, uzupełnianie zasobów wodnych
Alimentacja rzeki – dostarczanie rzece wody poprzez źródła wód gruntowych, a także powierzchniowych spływem wody pochodzącej z roztopów i opadów.